# 이노우에 히데오
이노우에 히데오(일본어: 井上 秀雄, 1924년 12월 1일~2008년 10월 7일)는 일본의 역사가이다. 도호쿠 대학의 명예교수이며, 주 연구 분야는 한국고대사와 한일관계사이다.

## 저서
- 『고대 조선』일본 방송 출판 협회＜NHK북스＞ 1972/ 고단샤 학술 문고 2004
- 『임나 일본부와 왜』 동출판 1973
- 『신라사 기초연구』 동출판 1974
- 『고대조선사서설 왕자와 종교』 동출판 영락사 1978
- 「변동기의 동아시아와 일본 송수사 로부터 일본국의 성립」일본서적 1983
- 「고대 일본인의 외국관」학생사 1991

" 왜 , 왜인 , 왜국 동아시아 고대사 재검토" 인문서원 1991
- 「실증 고대 조선」일본 방송 출판 협회＜NHK북스＞1992
- 『고대 동아시아의 문화교류』계수사 1993

## 참고 자료
- 沈仁安 (2003년 12월). 《中国からみた日本の古代 新しい古代史像を探る》. ミネルヴァ書房. ISBN 978-4623039050. 다음 글자 무시됨: ‘和書’ (도움말)